# Fresh (Sly and the Family Stone)
Fresh, är den amerikanska soul- och funkgruppen Sly and the Family Stones sjätte studioalbum, släppt i juni 1973. 

## Låtlista
Alla låtar är skrivna, arrangerade och producerade av Sly Stone, då inget annat anges.

### Sida 1
1. "In Time" (5:45)
2. "If You Want Me to Stay" (2:39)
3. "Let Me Have It All" (2:13)
4. "Frisky (3:26)
5. "Thankful N' Thoughtful" (4:49)
6. "Skin I'm In" (2:45)

### Sida 2
1. "I Don't Know (Satisfaction)" (3:33)
2. "Keep on Dancin'" (2:42)
3. "Whatever Will Be, Will Be (Qué Será, Será)" (Ray Evans, Jay Livingston) (5:12)
4. "If It Were Left Up To Me" (1:55)
5. "Babies Makin' Babies" (4:19)

## Medverkande musiker
- Sly Stone: sång, orgel, gitarr, bas, piano, munspel, med mera
- Freddie Stone: sång, gitarr
- Rosie Stone: sång, piano, keyboard
- Cynthia Robinson: trumpet
- Jerry Martini: saxofon
- Pat Rizzo: saxofon
- Rusty Allen: bas på "In Time", "Let Me Have it All", och "Keep On Dancin'"
- Larry Graham: bas på "Whatever Will Be, Will Be (Qué Será, Será)" och "If It Were Left Up To Me"
- Andy Newmark: trummor
- Little Sister (Vet Stone, Mary McCreary, Elva Mouton): sång